# Завадович, Роман Михайлович
Роман Михайлович Завадович (укр. Роман Михайлович Завадович; 18 декабря 1903, Славная, Австро-Венгрия (ныне Тернопольская область, Украина) — 31 мая 1985, Чикаго, США) — украинский поэт, писатель
, педагог, журналист, редактор, культурно-образовательный деятель.

## Биография
В 1923 году окончил Тернопольскую гимназию, затем в 1923—1925 годах обучался во Львовском тайном украинском университете, изучал (с перерывами) славистику во Львовском университете, где получил степень магистра философии (1938).
Был член литературной группы «Листопад» (1929—1931).
С 1937 года — сотрудник детского журнала «Малі друзі» (Львов), одновременно в 1939—1941 годах учительствовал в г. Золочев, в 1942—1943 годах — в учительской семинарии.
В 1944 году выехал в Германию, жил в разных лагерях для переселенцев. В 1945—1948 годах преподавал преподавал украинский язык и литературу в лагерной гимназии в г. Бад-Вёрисхофен.
Один из основателей Объединения работников детской литературы (1947).
С 1949 года жил в Чикаго, преподавал в школе украиноведения (1951—1956), с 1952 — в филиале Украинского католического университета имени святого Климента: с 1975 г. — экстраординарный профессор украинского языка и литературы Украинского Католического Университета в Риме.
Сотрудничал с канадскими журналами «Мій приятель» (Виннипег), «Євшан-зілля» (Торонто), «Наше життя», «Молоде життя», «Готуйсь!».
В 1954—1985 годах — член редколлегии журнала «Веселка» (Джерси-Сити, шт. Нью-Джерси); одновременно редколлегии журнала «Овид», с 1972 г. — «Церковного вісника».

## Творчество
Дебютировал в 1920 году стихотворением «Святий Миколай» в журнале «Світ дитини» (Львов). Писал, в основном, для детей. Издал сборник религиозно-патриотеской поэзии «З буднів у свято» (Чикаго, 1978).
Использовал псевдонимы и криптонимы — Роман зі Славної, Fortissimo, Роляник, Володимир Переяславець, Мих. Маморський, М. М.

## Избранные произведения
- Про хруща-листоношу, що вмів раду собі дати
- Рицарь Лесь. Львів, 1924;
- Серед ангелів. Львів, 1924;
- Казка про царевича Івана. Львів, 1925;
- Через файку. Львів, 1927;
- Покарані калатьки. Львів, 1936;
- Зимові царівни: Казка. Львів, 1938; Краків, 1942; Нью-Йорк, 1956;
- Пригоди гномика Ромтомтомика. Краків, 1940; Сідней, 1955; Торонто; Нью-Йорк, 1964; Чикаґо, 1979; Т., 1995; 2003;
- Чародійні музики. Краків; Львів, 1942;
- На веселому кутку. Краків; Львів, 1943;
- Тодірків літачок. Краків; Львів, 1943; Торонто; Нью-Йорк, 1970;
- Хлопці Зелёного Бору. Львів, 1943; Мюнхен, 1948; Торонто, 1973;
- Князь Марципан: Казка-комедійка для дит. театру і читання. Регенсбург, 1948;
- Коли сходить сонце…: Драм. казка-алегорія. Реґенсбург, 1948;
- Переполох. Джерси-Сити, 1951;
- Казка-вигадка смішна про ведмедя-ласуна. Торонто; Нью-Йорк, 1966;
- Про двох цапків. Дві кізочки. Торонто; Нью-Йорк, 1968;
- Марушка-Чепурушка і Лесь-Побігдесь та інші веселі оповідання. Торонто; Нью-Йорк, 1969;
- Я піду!: Оповідання з княжих часів в Україні. Торонто; Нью-Йорк, 1970;
- Карпатський чарівник. Чикаго, 1980.

## Память
- Имя Р. Завадович носит гимназия в Зборове.